# My Way (Gene Ammons)
My Way è un album di Gene Ammons, pubblicato dalla Prestige Records nel 1971. I brani furono registrati al Van Gelder Studio di Englewood Cliffs, New Jersey (Stati Uniti) nelle date indicate nella lista tracce.

## Tracce
Lato A
1. Chicago Breakdown – 9:35 (Bill Fischer) – Registrato nel luglio del 1971
2. What's Going On – 4:18 (Marvin Gaye, Al Cleaveland, Renaldo Benson) – Registrato nel luglio del 1971
3. A House Is Not a Home – 3:40 (Burt Bacharach, Hal David) – Registrato nel luglio del 1971

Lato B
1. Sack Full of Dreams – 6:25 (Gary McFarland, Louis Savary) – Registrato il 26 luglio del 1971
2. Back in Merida – 4:20 (Bill Fischer) – Registrato il 26 luglio del 1971
3. My Way – 6:00 (Paul Anka, Claude Francois, Jacques Revaux, Giles Thibaut) – Registrato il 26 luglio del 1971

## Musicisti
Brani A1, A2 e A3
- Gene Ammons - sassofono tenore
- Richard Landry - sassofono tenore (brani: A1 e A2)
- Ernie Royal - tromba (brani: A1 e A2)
- Robert Prado - tromba (brani: A1 e A2)
- Garnett Brown - trombone (brani: A1 e A2)
- Roland Hanna - pianoforte elettrico
- Ted Dunbar - chitarra (brani: A1 e A2)
- Chuck Rainey - basso elettrico (brani: A1 e A2)
- Idris Muhammad - batteria (brani: A1 e A2)
- Omar Clay - percussioni (brani: A1 e A2)
- Yvonne Fletcher - accompagnamento vocale, cori (brani: A1 e A2)
- Patricia Hall - accompagnamento vocale, cori (brani: A1 e A2)
- Loretta Ritter - accompagnamento vocale, cori (brani: A1 e A2)
- Linda Wolfe - accompagnamento vocale, cori (brani: A1 e A2)
- sconosciuti - strumenti ad arco (brano: A2)
- Bill Fischer - conduttore musicale, arrangiamenti (brani: A1 e A2)

Brani B1, B2 e B3
- Gene Ammons - sassofono tenore
- Richard Landry - sassofono tenore
- Ernie Royal - tromba
- Robert Prado - tromba
- Garnett Brown - trombone
- Billy Butler - chitarra
- Ron Carter - contrabbasso
- Idris Muhammad - batteria
- Omar Clay - percussioni (brani: B1 e B2)
- Yvonne Fletcher - accompagnamemto vocale, cori (brani: B1 e B2)
- Patricia Hall - accompagnamemto vocale, cori (brani: B1 e B2)
- Loretta Ritter - accompagnamemto vocale, cori (brani: B1 e B2)
- Linda Wolfe - accompagnamemto vocale, cori (brani: B1 e B2)
- sconosciuti - strumenti ad arco (brani: B1 e B3)
- Bill Fischer - arrangiamenti, conduttore musicale